# Pyotr Dubrov
Pyotr Valerievich Dubrov (russo:  Пётр Валерьевич Дубров) (30 de janeiro de 1978) é um engenheiro russo e cosmonauta selecionado pela Roscosmos em 2012.

## Juventude e educação
Dubrov nasceu no dia 30 de janeiro de 1978 em Khabarovsk, Rússia. Atendeu a escola secundária Nº.13 de Khabarovsk e estudou na Universidade Estatal de Khabarovsk, formando-se em 1999 em Software para Engenharia de Computadores e Sistemas Automáticos. Após formar-se, foi trabalhar como um engenheiro de software no CBOSS Development International LLC.

## Carreira como cosmonauta

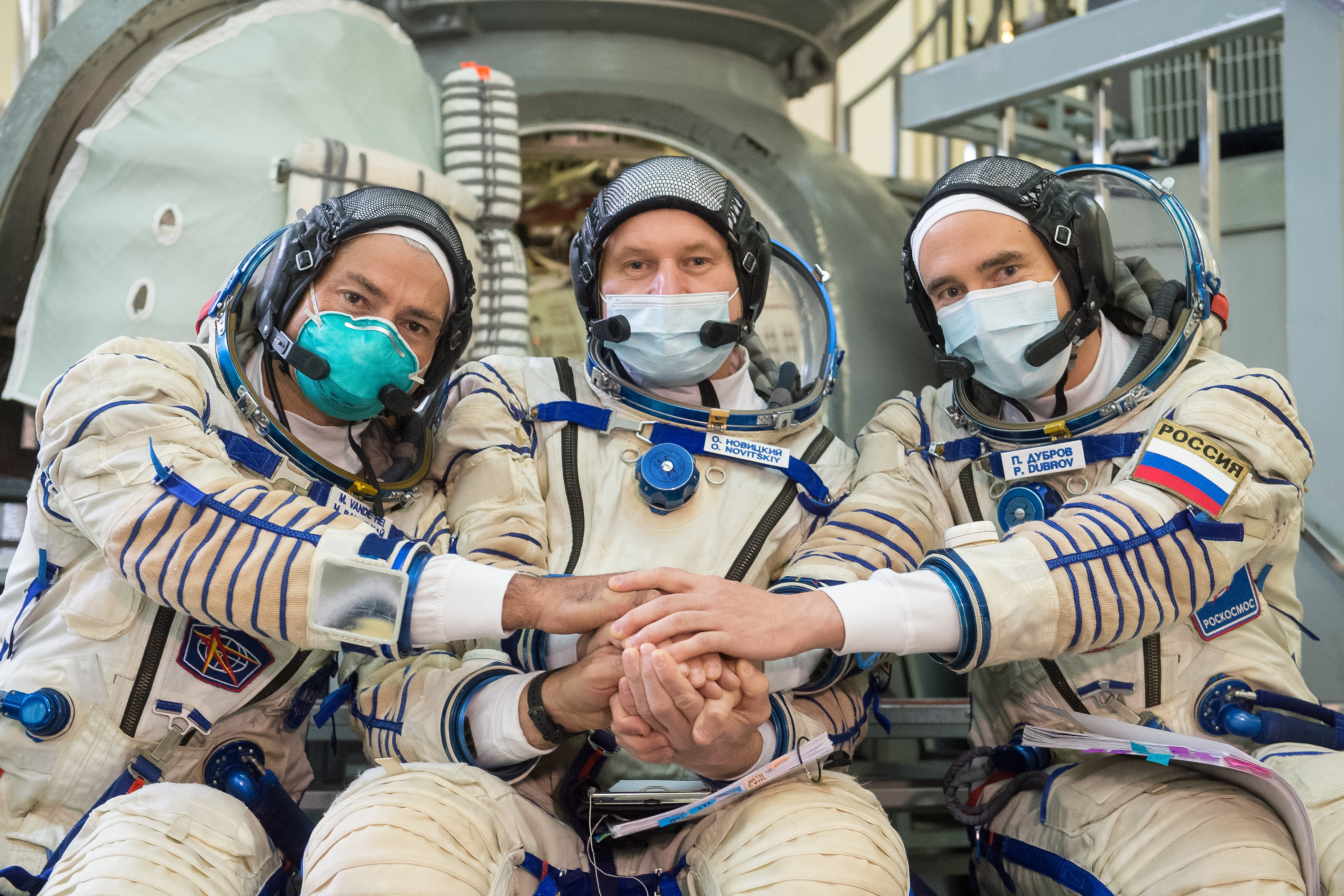
Os membros da tripulação de apoio da Expedição 64, o astronauta da NASA Mark Vande Hei, à esquerda, o cosmonauta russo Oleg Novitskiy da Roscosmos, ao centro, e o cosmonauta russo Petr Dubrov da Roscosmos posam para uma foto durante os exames de qualificação na terça-feira, 22 de setembro de 2020, no Centro de Treinamento de Cosmonautas Gagarin (GCTC) em Star City, Rússia.

Dubrov foi selecionado pela Roscosmos como um cosmonauta no dia 8 de outubro de 2012, como um dos oito cosmonautas do grupo de 2012. Anna Kikina, uma das poucas cosmonautas selecionadas pela agência, também foi desse grupo.
Dubrov e seus sete colegas começaram a treinar no Centro de Treinamento de Cosmonautas Yuri Gagarin no dia 29 de outubro de 2012. De 4 até 6 de fevereiro de 2013 ele participou no treino de sobrevivência no inverno ao lado de Anna Kikina e Oleg Blinov, para o caso improvável da Soyuz pousar e as equipes de resgate não puderem chegar na nave por vários dias. Ele formou-se como cosmonauta no dia 14 de julho de 2014.
Em 2020, foi-lhe atribuída a posição de reserva na Soyuz MS-17, sendo reserva do cosmonauta Sergei Kud-Sverchkov como engenheiro de voo nas expedições 63/64.
Dubrov ficou cerca de um ano entre as expedições 64 e 67, onde ajudou na produção do filme dos participantes da Soyuz MS-19 e abriu caminho para outras expedições de um ano da Rússia.